# مرسى الصيادين (سان فرانسيسكو)

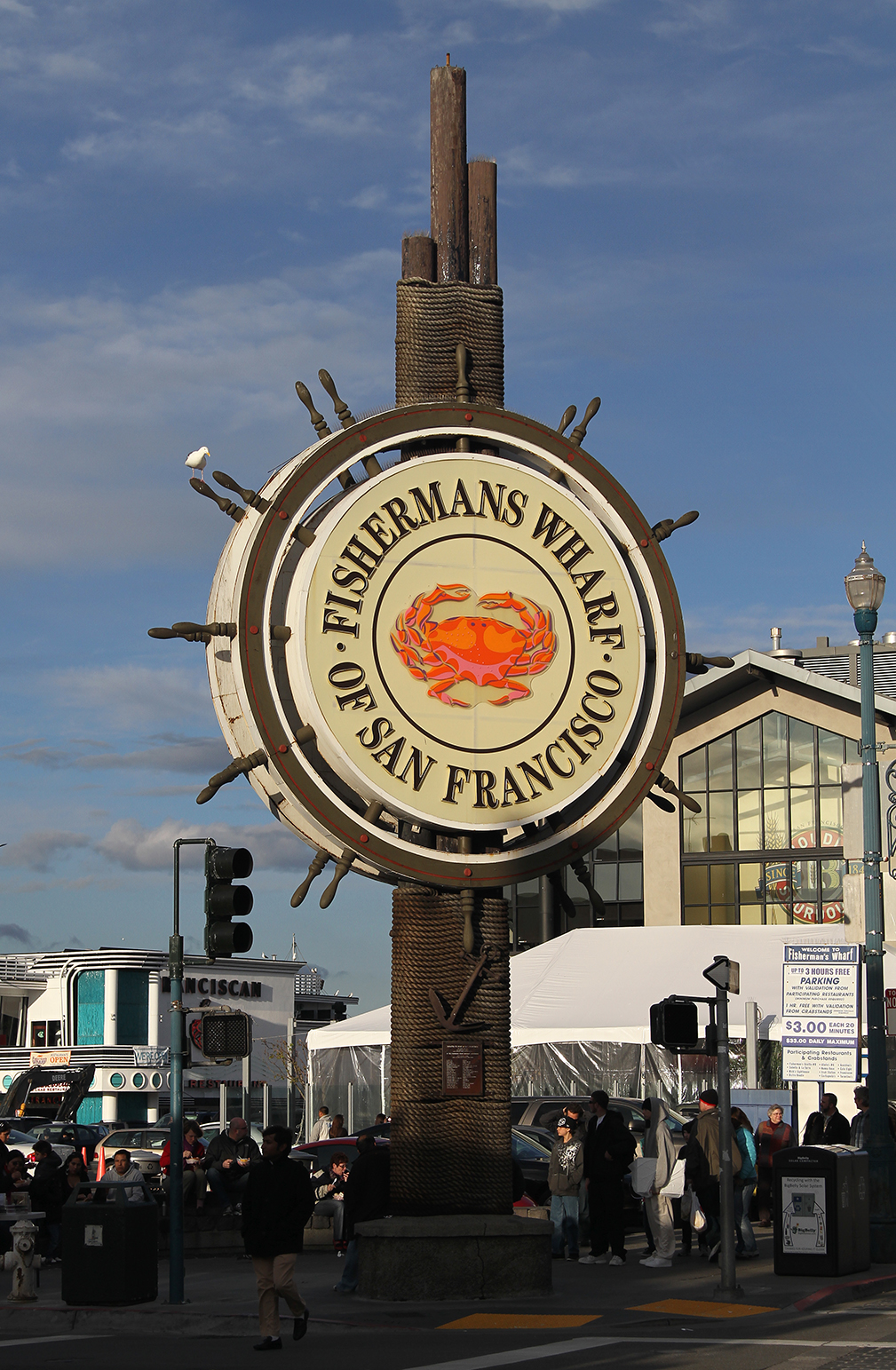
احدى المتاجر في مرسى الصيادين سنة 2012م

مرسى الصيادين (بالإنجليزية: Fisherman's Wharf)‏ هو أحد أكبر مناطق الجذب السياحي في منطقة خليج سان فرانسيسكو. يزور الناس المرسى لرؤية عازفي الشوارع الشهيرون، كذلك يأتون إلى لللاستمتاع بتناول الطعام في العديد من المطاعم والمقاهي أو بالشراء من باعة الأطعمة على الرصيف. المسافرون من جميع أنحاء العالم على اطلاع بأن مرسى الصيادين سان فرانسيسكو هو المكان المناسب للحصول على وعاء مليء بحساء الحلزون في الخبز المعجون المخمر جيداً، والمكان الأفضل لشراء التذكارات السياحية ومكان المناسب لرؤية الكثير من معالم سان فرانسيسكو الأخرى. من الفشرمان ورف، يمكنك ان ترى جسر البوابة الذهبية وجزيرة الكاتراز وبرج ليليان كويت وأخير الجهة الشمالية من خليج سان فرانسيسكو الساحر. كانت هذه المنطقة من المدينة مصدر رزق الكثير من السكان حيث كان العديد من السان فرنسيسكيين- إن صح المسمى- يكسب لقمة العيش من خلال صيد السمك على القوارب التي ترسو في المرفأ. أصبحت القوارب سياحية، ولكن ثمة العديد من القوارب النشطة التي لا تزال عاملة في الخليج.

## فنادق فيشرمان وارف
يختار الكثير من المسافرين الذين يزورون منطقة خليج سان فرانسيسكو الإقامة في فنادق فيشرمان وارف. وهي تتميز بالعديد من وسائل الراحة الرائع، كونها قريبة من عدد من المعالم السياحية والمطاعم وغرفها واسعة تطلّ على الخليج. ثمة فنادق أخرى يرتادها السياح في الفيشر مان وارف مثل فندف حياة The Hyatt، وفندق الشيراتون وفندق راديسون وفندق الهيلتون وفندق هوليداي إن. 

## مناطق الجذب في فيشرمان وارف سان فرانسيسكو

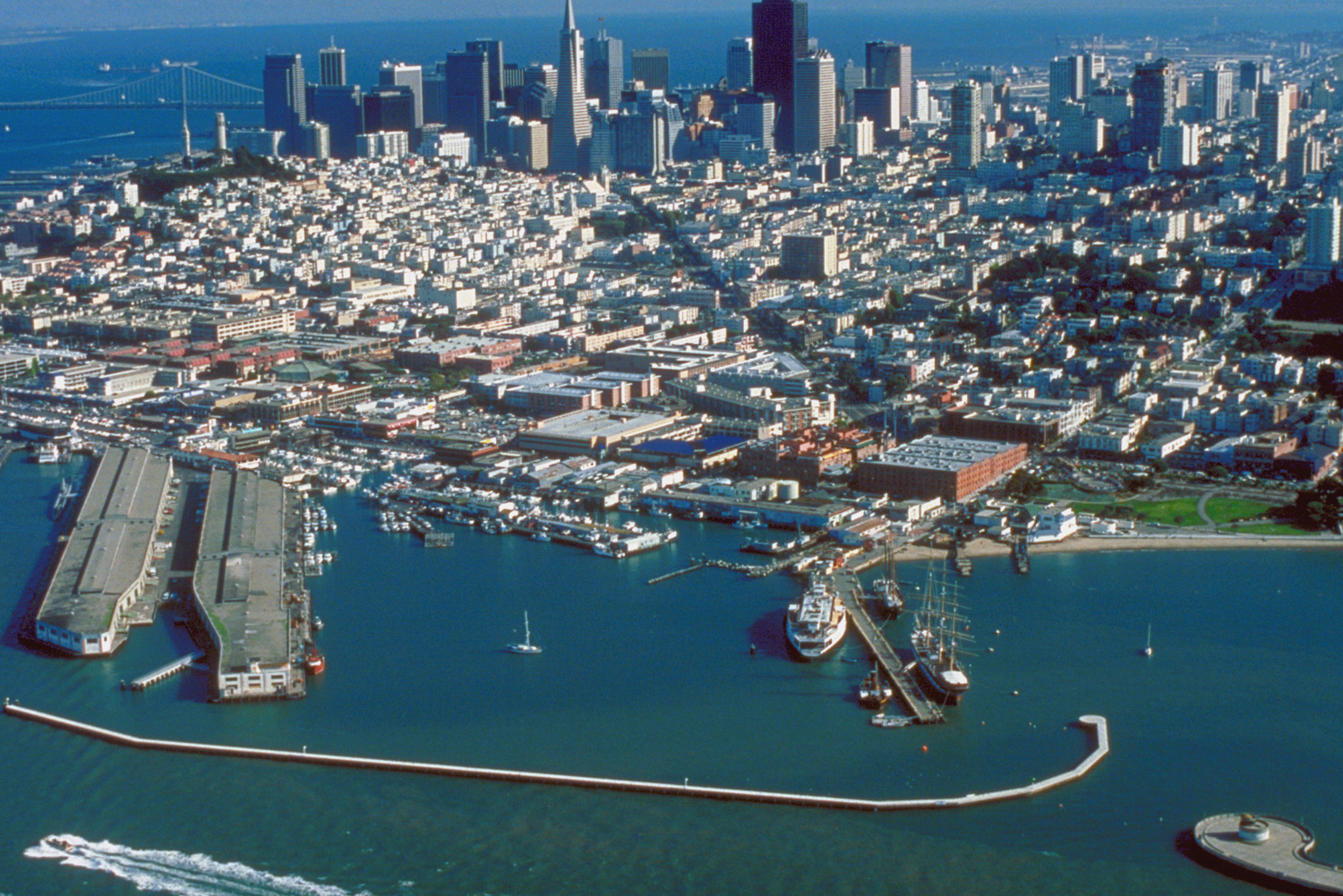
فيشرمان وارف سان فرانسيسكو - منظر جوي

فيشرمان وارف هي بحد ذاتها عامل جذب سياحي لسان فرانسيسكو. هذا هو المكان الذي يقصده المسافرون لشراء بعض الأشياء التذكارية لسان فرانسيسكو. كما يوجد في المنطقة مناطق جذب سياحية هامة كمتحف الشمع. تقع اللوحة الأساسية لفيشرمان وارف في الرصيف 41 Pier حيث يمكن للزوار رؤية مناظر مثيرة للاهتمام أيضاً مثل المتحف التاريخي المعروف باسم متحف ماكنيك Mecanique، والرصيف (39) Pier الذي يقصده السياح لتناول الطعام، والتسوق، ومشاهدة عازفي الشوارع ومؤدّي المواهب على الرصيف، وتشمل عروضهم العروض السحرية، ورقصات البريك، التمثيليات الصامتة، والبشر الآليين.

## وصلات خارجية
- Fisherman's Wharf Merchants Association (including wharf history and visitor information)
- Fisherman's Wharf Community Benefit District
- Street map from Mapquest
- JB Monaco Fisherman's Wharf Photo Gallery